# Masquerade (2012)
Masquerade (Originaltitel: 광해, 왕이 된 남자) ist ein südkoreanischer Film aus dem Jahr 2012. Regie führt Choo Chang-min. Lee Byung-hun spielt eine Doppelrolle als König Gwanghaegun und dem Akrobaten Ha-seon. Der Film befasst sich mit der Regentschaft von König Gwanghae, über die 15 Tage in den Aufzeichnungen des königlichen Sekretariats, dem Seungjeongwon Ilgi, fehlen. Masquerade wurde in 15 Kategorien mit dem Daejong-Filmpreis ausgezeichnet.

## Handlung
König Gwanghae glaubt, jemand versuche ihn zu töten. Er lässt nach jemandem suchen, der genauso aussieht, wie er. Heo Gyun findet Ha-seon, der als Maskenkünstler im Kurtisanenhaus anzügliche Witze erzählt. Der König testet ihn und findet ihn passend als Ersatz, so dass er vor einer Ermordung geschützt ist und heimlich den Hof verlassen kann. Doch plötzlich ist Gwanghae tatsächlich vergiftet und wird behandelt. Heo Gyun plant, Ha-seon als Doppelgänger einzusetzen, damit keine Unruhe ausbricht. Von Heo Gyun lernt Ha-seon das Wesentliche. Er solle tun, was er ihn sagt, dann würde niemand etwas merken. Derweil stellt sich heraus, dass Gwanghae nicht vergiftet wurde, sondern unter dem Einfluss von Drogen steht. Er würde wieder genesen.
Ha-seon ist mittlerweile sehr beliebt in Palast. Die Hofdamen sprechen darüber, wie sehr sich der König verändert habe. Auch Eunuch Jo ist erfreut über seine Gutherzigkeit. Er hört den Leuten im Palast zu und interessiert sich für ihre Geschichten. Minister Park Chung-seo versucht ihn für seine Zwecke zu missbrauchen. Auch er hat Veränderungen beim König festgestellt. Deshalb lässt er sich dazu verleiten, einige Reformen zu widerrufen. Heo Gyun ist darüber verärgert. Doch Ha-seon meine, er müsse wissen, welche Folgen seine Handlungen eigentlich haben. Also liest er Bücher und versucht direkt von den Bürgern mehr über die Hintergründe zu erfahren. Dabei klärt er einen Korruptionsfall unter den Ministern auf. Auch Heo Gyun ist nun überaus angetan von Ha-seons Haltung und Einsatz für das Volk und seiner Auffassung von Gerechtigkeit.
Mit der Zeit findet Hauptmann Do jedoch Anzeichen, dass es nicht der richtige König sein könne. Heo Gyun möchte Hauptmann Do nicht einweihen, da der richtige König bald genesen sei. Do konfrontiert den König, doch Ha-seon kann seine Anschuldigungen mithilfe der Königin gerade noch abwehren. Doch mit der Zeit spricht es sich rum, dass er nicht der richtige König sei. Auch die Königin und Minister Park erfahren davon. Die Königin kann verifizieren, dass er nicht der König ist und fühlt sich entsetzlich. Sie erzählt Ha-seon, der König würde ihn nicht am Leben lassen sobald er zurück ist. Er spricht mit Heo Gyun, der es genauso sieht. Allerdings will dieser ihm helfen, lebend den Palast zu verlassen, sobald der wahre König zurückkehrt. Derweil erntet Ha-seon Respekt für seine Opposition gegenüber der Ming-Dynastie zum Schutz seiner Soldaten und wegen der Besteuerung der Landbesitzer.
Minister Park erfährt von einer Hofdame, der König habe keine Narbe mehr auf der Brust. Er will daraufhin den König vergiften lassen durch das Hofmädchen, das die Abendmahlzeiten zubereitet. Diese mag den König jedoch zu sehr und isst das Gift beim Vorkosten. Als sie verstirbt, schwört Ha-seon Rache für sie. Zuvor versprach er ihr, ihre Mutter finden zu lassen. Als er die Verräter im Beraterstab findet, wollen diese den König direkt stellen. Doch als sie im Palast aufmarschieren, hat der König seine Narbe. Der wahre König hat in der Nacht seine Position wieder eingenommen. Hauptmann Do und Heo Gyun haben Ha-seon zur Flucht verholfen.

## Hintergrund und Produktion
Gwanghaegun war der 15. König der Joseon-Dynastie und regierte von 1608 bis 1623. Er strebte nach Neutralität im Streit der chinesischen Ming-Dynastie und der mandschurischen Jin-Dynastie. Er versuchte sich an einigen Reformen, stieß jedoch auf Widerstand. Er wurde seines Amtes enthoben und wurde auf die Insel Jeju verbannt. Da er durch einen Putsch gestürzt wurde, erhielt er keinen Tempelnamen.
Der Film nimmt als Basis die 15 fehlende Tage im Jahr 1618 in den Aufzeichnungen des Seungjeongwon Ilgi. In diesen Zeitraum interpretierten Regisseur Choo und Drehbuchautor Hwang eine Geschichte herein, angelehnt an Der Prinz und der Bettelknabe (1881) von Mark Twain. Zu Beginn des Films wird ein Zitat vom 28. Februar 1616 eingeblendet: „Geheime Dinge sollten nicht aufgezeichnet werden“ (‘숨겨야 할 일은 조보에 남기지 말라’). Allerdings ist es auch Interpretation der Filmmacher, dass die Seiten deshalb fehlen.

## Adaptionen
Lee Byung-huns Agentur BH Entertainment produzierte ein Bühnenstück, basierend auf dem Film. Das Stück wurde vom 23. Februar bis 21. April 2013 im Seouler Dongsoong Art Center aufgeführt. Bae Soo-bin und der Theaterschauspieler Kim Do-hyun spielten dabei die Hauptrolle des Königs Gwanghae. Der Fernsehsender tvN adaptiert den Film für eine Fernsehserie in der Jang Gwang erneut seine Rolle als Eunuch Jo einnimmt. Die Hauptrolle spielt Yeo Jin-goo. Die Serie lief im Januar 2019 an.

## Rezeption
Masquerade lief am 13. September 2012 in den südkoreanischen Kinos an und hatte insgesamt über 12,3 Millionen Besucher.
Der Film wurde von Kritikern positiv besprochen. Nach Frank Scheck vom Hollywood Reporter sei Masquerade viel zugänglicher für westliche Zuschauer als andere asiatische Historienfilme. Der Film sei auch ohne historisches Hintergrundwissen verständlich. Die 131 Minuten vergingen durch den Humor des Films sehr schnell. Lee sei in seiner Doppelrolle grandios.

## Auszeichnungen
Daejong-Filmpreis 2012
- Auszeichnung in der Kategorie Bester Film
- Auszeichnung in der Kategorie Beste Regie für Choo Chang-min
- Auszeichnung in der Kategorie Bester Hauptdarsteller für Lee Byung-hun
- Auszeichnung in der Kategorie Bester Nebendarsteller für Ryu Seung-ryong
- Auszeichnung in der Kategorie Bestes Drehbuch für Hwang Jo-yoon
- Auszeichnung in der Kategorie Beste Kameraführung für Lee Tae-yoon
- Auszeichnung in der Kategorie Bester Schnitt für Nam Na-yeong
- Auszeichnung in der Kategorie Bestes Szenenbild für Oh Heung-seok
- Auszeichnung in der Kategorie Beste Beleuchtung für Oh Seung-chul
- Auszeichnung in der Kategorie Beste Kostüme für Kwon Yu-jin, Im Seung-hee
- Auszeichnung in der Kategorie Beste Musik für Mowg, Kim Jun-seong
- Auszeichnung in der Kategorie Beste Produktion für Im Sang-jin
- Auszeichnung in der Kategorie Beste Visuelle Effekte für Jung Jae-hoon
- Auszeichnung in der Kategorie Beste Soundeffekte für Lee Sang-joon
- Popularitätspreis für Lee Byung-hun

Korean Association of Film Critics Awards 2012
- Auszeichnung in der Kategorie Beste Technische Leistung für Oh Heung-seok

Blue Dragon Awards 2012
- Auszeichnung in der Kategorie Bestes Szenenbild für Oh Heung-seok

Busan Film Critics Awards 2012
- Auszeichnung in der Kategorie Bester Hauptdarsteller für Lee Byung-hun

Baeksang Arts Awards 2013
- Auszeichnung in der Kategorie Bester Film
- Auszeichnung in der Kategorie Beste Regie für Choo Chang-min

Buil Film Awards 2013
- Auszeichnung in der Kategorie Bester Nebendarsteller für Ryu Seung-ryong

Asia Pacific Screen Awards 2013
- Auszeichnung in der Kategorie Bester Hauptdarsteller für Lee Byung-hun